# Чан Дык Тхао
Чан Дык Тхао (вьет. Trần Đức Thảo, 26 сентября 1917 — 24 апреля 1993, Париж, Франция) — вьетнамский философ, марксистский феноменолог, влиятельный в том числе во французских интеллектуальных кругах.

## Биография
Родился в Ханое и в 17 лет получил среднее образование. В 1936 году продолжил обучение во Франции. Там он учился под руководством Мориса Мерло-Понти в Высшей нормальной школе и защитил диссертацию по гегелевской мысли, а затем, в 1943 году, по феноменологии Эдмунда Гуссерля. На протяжении 1940-х годов работает над своей книгой «Феноменология и диалектический материализм». Начал сотрудничать в «Les Temps Modernes» Сартра и Мерло-Понти. Его статьи о колониализме в Индокитае повлияли на Франца Фанона и других антиколониалистов. С октября по декабрь 1945 года Чан Дык Тхо был брошен французскими властями в тюрьму.
В 1951 году вернулся во Вьетнам, где в 1956 году стал деканом исторического факультета первого национального университета республики. Несмотря на его заслуги перед Коммунистической партии Вьетнама, за свою критику впал в немилость, был принуждён к самокритике на страницах «Нян зан» и оставил свой пост в 1958 году, работая в сельской местности и переводя философские труды на вьетнамский язык. Его работы на родине не публиковались с 1965 по 1987 год, а его книга «Исследования происхождения языка и сознания» вышла в 1973 году во Франции. В либерализованном политическом климате 1980-х годов он смог вернуться во Францию для лечения, скромно живя в квартирке во вьетнамском посольстве; там он снова встретился со многими из своих старых коллег-философов. Он умер в Париже в 1993 году и был кремирован на кладбище Пер-Лашез.

## Сочинения
- Existentialisme et Matérialisme Dialectique //Revue de Métaphysique et de Morale Vol. 58, n° 2-3, 1949, p. 317—329.
- Phénoménologie et matérialisme dialectique (1951),
- Phenomenology and Dialectical Materialism English edition: ISBN 90-277-0737-5
- «The Phenomenology of Mind and its Real Content». Telos 8 (Summer 1971). New York: Telos Press.
- Recherches sur l’origine du langage et de la conscience (1973) Investigations into the Origin of Language and Consciousness . English edition: ISBN 90-277-0827-4
- Phenomenology and dialectical materialism. Reidel, 1986